# 神鹰突击队
《神鹰突击队》是中國大陸遊戲開發商金盘电子製作的一款戰棋遊戲，於1994年10月发行，1995年由LG在韓國推出韓文版。遊戲是中國大陸最早的原創商業電子遊戲，也是第一部出口海外的中國大陸原創電子遊戲。

## 遊戲系統
斯达拜恩公国公主「夏娃·查尔斯」被鄰國的馬洛綁架，囚困於郊外的海倫大廈，並由野鵝敢死隊駐守當地。玩家在遊戲中指揮一支特種部隊「神鷹突擊隊」去解救人質，玩家的敵人是野鵝敢死隊，敵人由電腦人工智能控制。玩家控制角色為九名軍人，敵人同樣有九名軍人。玩家可以向麾下軍人下達移動、潛伏、攻擊等各類命令，在與敵人近身戰鬥時，有一套專門的格鬥系統，以數字鍵盤下達具體的格鬥技能應對敵人攻擊。遊戲內有教學關卡，以供玩家熟悉遊戲機制。

## 開發
《神鹰突击队》是金盤電子成立遊戲部門後開發的第一款遊戲，也是杨南征第一次製作遊戲。杨南征是軍人出身，過去曾任作戰參謀長、中国人民解放军军事科学院研究員等職位，有系統學習军事运筹學和豐富的軍事指揮經驗。杨南征在退伍後熱衷於使用遊戲進行軍事教育，在陈宇邀請下加入金盤電子，並促成遊戲部門的成立。《神鹰突击队》於1993年底開始開發，開發人員共五人，杨南征負責美工和主策劃，一位負責數據處理，還有三名來自清華大學計算機系的大四學生兼職負責遊戲程序。
為了讓遊戲更容易被學生群體接受，杨南征在遊戲中設計了分隊戰術和9人班戰術，還有射擊、匕首、擒拿戰術等元素。遊戲的美術方面，全部由杨南征負責，為了更好的顯示效果，杨南征選擇了剛上市的Windows系統以顯示256色，而不是當時通行的DOS系統顯示16色，並且讓遊戲分辨率達到640x480。角色動作使用真人演出的照片素材疊加實現，而場景的三維效果，是透過二維圖加上設置360度的「景帶」實現。遊戲的音樂方面，杨南征請了軍樂團的作曲家製作，為遊戲製作了八首曲子。遊戲的人工智能方面，杨南征利用過去的兵棋知識設計敵人角色算法。

## 發行
《神鹰突击队》於1994年10月正式發行，金盤電子為遊戲推出了一個挑戰，玩家在遊戲戰役中以無人傷亡的方式全殲敵人，可以獲得十萬人民幣的獎金。遊戲在發行後兩年內在中國大陸出售了二萬份，1995年LG買下了遊戲的韓文版權，韓文版在韓國有5000套的銷量。中國大陸的發行和海外代理營收合計達到238萬人民幣，是遊戲開發成本的20倍。
遊戲的暢銷讓杨南征計劃創作遊戲續作，並完成了後續三部的遊戲劇本，但是由於公司在1995年同時展開四個遊戲開發專案，加上《神鹰突击队》的程序員也沒有獲得公司的挽留，遊戲續作開發計劃中止。

## 評價
《神鹰突击队》是中國大陸第一款自主研發的原創電子遊戲。新浪遊戲曾評價金盤電子的《神鹰突击队》及其後開發的軍事遊戲「当时制作的这批游戏产品用今天的眼光看制作粗糙，而且在当时也没有什么销量和影响，但是它们却因为其『 第一』而在中国游戏产业的历史上留下了自己的名字」。 游戏人的档案馆在《澳门法治报》發文表示從遊戲的動作系統就可以看出「游戏中涉及大量军事知识、可控制选项全面丰富，具有很强的策略性和可玩性」。